# 奧爾卡洛烏
奧爾卡洛烏，是肯尼亞的城鎮，位於該國中部，由中部省負責管轄，是年達魯阿郡的首府，處於阿伯德爾山脈以西和納庫魯以東40公里，1999年人口47,795。